# Lourdes Castro
Pour les articles homonymes, voir Castro.
Maria de Lourdes Bettencourt de Castro, dite Lourdes Castro, née le 9 décembre 1930 à Funchal et morte dans la même ville le 8 janvier 2022, est une peintre portugaise.

## Biographie
Lourdes Castro naît le 9 décembre 1930 à Funchal. Elle étudie à l'école d'art de Lisbonne pendant dix ans.
Elle est l'épouse de René Bértholo.
Après un séjour à Munich en 1957, elle s'installe à Paris en 1958. En 1959 elle participe à la première Biennale de Paris. À partir de 1960, dans cette ville, le couple s'engage dans le groupe d'artistes émigrés portugais KWY (fondé en 1958). Lourdes Castro réalise des peintures abstraites lyriques dans les années 1950, après quoi elle expérimente de nouveaux matériaux, et son travail évolue rapidement vers un mode plus conflictuel. Au début des années 1960, elle travaille sur une série de constructions d'objets divers baignant dans une teinture argentée uniforme. Sinistres, sérieuses et humoristiques, ces œuvres présentent des affinités avec celles de Niki de Saint Phalle de la même époque. D'autres œuvres explorent la notion de présence et d'absence, soit en remplissant uniformément des silhouettes humaines projetées sur la toile, soit en déployant des silhouettes découpées et superposées dans des matériaux transparents.